# Palau Giustinian Pesaro
El Palau Giustinian Pesaro és un palau venecià situat al barri de Cannaregio i amb vistes al Gran Canal entre la Ca' d'Oro i el Palau Morosini Sagredo.

## Història
El palau data de finals del segle XIV: va ser renovat posteriorment durant els segles XVIII i XIX. Va ser convertit d'un edifici residencial a un negoci hoteler el 2006: actualment (2014) està en venda.

## Arquitectura
La façana gòtica, perfectament restaurada, mostra els resultats de les nombroses alteracions que l'han afectat al llarg dels segles. La façana, caracteritzada per dos pisos nobles enriquits per dues finestres quadrifores disposades a la dreta, apareix asimètrica. Cada finestra de quatre llums està sostinguda per un parell de finestres monófores; totes les obertures ogivals estan envoltades de marcs dentats i decorades amb la típica flor de la part superior, mentre que els balcons són del segle XVI.
La façana que dona al gran jardí va ser remodelada durant el segle XVIII, mentre que tot el complex es va aixecar al segle XIX.